# Szarobrewka śpiewna
Szarobrewka śpiewna, pasówka śpiewna (Melospiza melodia) – gatunek małego ptaka z rodziny pasówek (Passerellidae), zamieszkujący Amerykę Północną. Nie jest zagrożony wyginięciem.

## Systematyka
Wyróżniono ponad dwadzieścia podgatunków M. melodia:
- M. melodia maxima Gabrielson & Lincoln, 1951 – zachodnie Aleuty.
- M. melodia sanaka McGregor, 1900 – wschodnie Aleuty i końcowa część półwyspu Alaska.
- M. melodia insignis S.F. Baird, 1869 – Kodiak i wschodnia część półwyspu Alaska.
- M. melodia kenaiensis Ridgway, 1900 – wybrzeża południowej Alaski.
- M. melodia caurina Ridgway, 1899 – wybrzeża południowo-wschodniej Alaski.
- M. melodia rufina (Bonaparte, 1850) – szarobrewka rdzawa – wyspy południowo-wschodniej Alaski i zachodnia Kanada.
- M. melodia merrilli Brewster, 1896 – wschodnia Kolumbia Brytyjska do południowo-wschodniego Waszyngtonu, północno-wschodniej Kalifornii i północno-zachodniej Montany.
- M. melodia morphna Oberholser, 1899 – środkowa i południowo-zachodnia Kolumbia Brytyjska do północno-zachodniego Oregonu.
- M. melodia cleonensis McGregor, 1899 – południowo-zachodni Oregon i północno-zachodnia Kalifornia.
- M. melodia gouldii S.F. Baird, 1858 – środkowe wybrzeże Kalifornii (z wyjątkiem Zatoki San Francisco), Wyspy Santa Cruz.
- M. melodia samuelsis (S.F. Baird, 1858) – Zatoka San Pablo i północna Zatoka San Francisco.
- M. melodia maxillaris Grinnell, 1909 – Zatoka Suisun.
- M. melodia pusillula Ridgway, 1899 – południowa Zatoka San Francisco.
- M. melodia graminea C.H. Townsend, 1890 – Channel Islands i Los Coronatos; wymarł na Santa Barbara Island (Channel Islands) w latach 1960.[3]
- M. melodia heermanni S.F. Baird, 1858 – szarobrewka kalifornijska – środkowa i południowo-zachodnia Kalifornia, północna Kalifornia Dolna.
- M. melodia rivularis W.E. Bryant, 1888 – południowa Kalifornia Dolna.
- M. melodia fallax (S.F. Baird, 1854) – szarobrewka pustynna – południowa Nevada, południowy Utah, Arizona i północno-zachodni Meksyk.
- M. melodia goldmani Nelson, 1899 – Meksyk (północno-zachodni do zachodnio-środkowego).
- M. melodia mexicana Ridgway, 1874 – szarobrewka meksykańska – południowo-środkowy Meksyk.
- M. melodia villai A.R. Phillips & Dickerman, 1957 – środkowy Meksyk.
- M. melodia adusta Nelson, 1899 – zachodnio-środkowy Meksyk.
- M. melodia montana Henshaw, 1884 – zachodnio-środkowe USA.
- M. melodia melodia (A. Wilson, 1810) – szarobrewka śpiewna – południowo-środkowa i południowo-wschodnia Kanada do południowo-wschodnich USA (oprócz wybrzeży Atlantyku).
- M. melodia atlantica Todd, 1924 – wybrzeża wschodnio-środkowych USA.

Proponowany podgatunek zacapu uznany za synonim M. m. adusta.

## Morfologia
Długość ciała 14–18 cm. Wierzch ciała brązowy, w czarne i szare kreski; spód biały, z ciemnobrązowymi kreskami na bokach, zagęszczonymi na piersi. Ciemię brązowe, z widocznym szarym paskiem przechodzącym przez środek. Brew szeroka, szarawa; pokrywy uszne szarobrązowe. Ogon długi oraz zaokrąglony. Nogi jasne. U młodych często brak kresek na piersi.

## Zasięg, środowisko
Zarośla oraz obrzeża zadrzewień w północno-zachodniej, środkowej, południowo-zachodniej i południowo-wschodniej części Ameryki Północnej. Zimę spędza w środkowej i południowej części Ameryki Północnej.

## Status
IUCN uznaje szarobrewkę śpiewną za gatunek najmniejszej troski (LC, Least Concern) nieprzerwanie od 1988 roku. Organizacja Partners in Flight szacuje liczebność populacji lęgowej na około 130 milionów osobników. Trend liczebności populacji uznawany jest obecnie za stabilny.